# Tunesien ved sommer-OL 2024
Tunesien deltog under Sommer-OL 2024 i Paris i Frankrig i perioden 26. juli til 11. august 2024.
De vandt tre medaljer, en af hver karat.

## Medaljer
| 2024 Paris | Guld | Sølv | Bronze | Total |
| Tunesien   | 1    | 1    | 1      | 3     |

### Medaljevinderne
| Tunesien under sommer-OL 2024 i Paris | Tunesien under sommer-OL 2024 i Paris | Tunesien under sommer-OL 2024 i Paris | Tunesien under sommer-OL 2024 i Paris | Tunesien under sommer-OL 2024 i Paris |
| Medalje                               | Navn                                  | Sport                                 | Event                                 | Dato                                  |
| ------------------------------------- | ------------------------------------- | ------------------------------------- | ------------------------------------- | ------------------------------------- |
| Guld                                  | Firas Katoussi                        | Taekwondo                             | Mændenes 80 kg                        | 9. august                             |
| Sølv                                  | Farès Ferjani                         | Fægtning                              | Mændenes Sabel                        | 27. juli                              |
| Bronze                                | Mohamed Khalil Jendoubi               | Taekwondo                             | Mændenes 58 kg                        | 7. august                             |